# Miranda (Programmiersprache)
Miranda ist eine rein funktionale Programmiersprache, die von David Turner basierend auf den von ihm früher entwickelten Programmiersprachen SASL und KRC entwickelt wurde und Konzepte der Programmiersprachen ML und Hope enthält.
Sie war geistiges Vorbild für die später entwickelte Programmiersprache Haskell, die viele Ähnlichkeiten mit Miranda hat.
Die 1985 veröffentlichte Programmiersprache Miranda war die erste funktionale Programmiersprache, die nicht für die Verwendung in der Wissenschaft, sondern für den kommerziellen Gebrauch entwickelt wurde.
Seit dem 1985 in C geschriebenen Interpreter für Unix-Systeme gab es keine weiteren Entwicklungen, so dass die Programmiersprache heute als tot angesehen werden kann. Dennoch wird Miranda gern als Lehrbeispiel für funktionale Programmiersprachen genutzt, da ihre Komplettreferenz nur ca. 30 Seiten umfasst und damit im Vergleich zu anderen Sprachen recht leicht zu erlernen ist.

## Trivia
Der Name stammt von der Figur Miranda aus Shakespeares Der Sturm. In der Komödie lebt die Tochter des Zauberers Prospero behütet auf einer verzauberten Insel, bewahrt von „all den Übeln dieser Welt“ und erwähnt in einer Rede in Akt 5 Szene 1 die Wörter „Brave New World“. In diesem Sinne soll die Programmiersprache Miranda eine Einführung in die Brave New World der funktionalen Programmierung darstellen.